# ラスボラ
ラスボラ、ラスボラ類は、コイ目 コイ科 ダニオ亜科（ラスボラ亜科）に属する小型の魚のグループで、東南アジアを中心に分布する淡水魚である。世界中で観賞魚として広く親しまれている。性質がおとなしいため他種と同じ水槽での混泳が可能であり、人工餌をよく食べ、飼育が容易で取り扱いやすい。
かつては、ラスボラ属 (Rasbora) に分類されていた魚の総称として用いられていた。しかし、この分類が細分される動きがあり、1993年に新属のボララス属 (Boraras)として5種を、1999年にこれも新属のトリゴノスティグマ属 (Trigonostigma)として4種、スンダダニオ属 (Sundadanio) として1種を、それぞれラスボラ属から分離する考え方が提唱された。
ミクロラスボラ属 (Microrasbora) の魚は、上記とは別に、ミクロラスボラの通称で呼ばれる。

## 分類と種
特別の通称をもたない種は、学名で呼ばれるのが一般的である。

### トリゴノスティグマ属
トリゴノスティグマ属 Trigonostigma は、1999年に新属として記載され、4種がラスボラ属から移された。
ラスボラ・ヘテロモルファ
学名：Trigonostigma heteromorpha、英名：Harlequin rasbora、Red rasbora、Common rasbora。
学名 Rasbora heteromorphaとも。英名から、ハーレクイン・ラスボラ、ハーレクインフィッシュと呼ばれることもある。体の模様が三味線のバチに似ていることからバチウオとも呼ばれる。ラスボラ類で最も流通量が多い。体長 4.5 cm 程度。マレー半島、スマトラ島などが原産地。
ラスボラ・エスペイ
学名：Trigonostigma espei、英名：Lambchop rasbora。
学名 Rasbora espeiとも。かつては、ヘテロモルファの亜種 (Rasbora heteromorpha espei) として扱われていた。体長は 3 cm 程度。タイ、マレーシア、インドネシア原産。水草の非常に繁茂した沼、池に生息する。ヘテロモルファよりもバチ型の黒色部の幅が狭く、体全体が赤い。ヘテロモルファよりも流通量が増えつつある。英名につけられたラムチョップは、黒色斑の形から。
ラスボラ・ヘンゲリ
学名：Trigonostigma hengeli、英名：Glowlight rasbora。
学名 Rasbora hengeliとも。体長 3 cm 程度。ボルネオ島、スマトラ島に分布。エスペイによく似ているが、赤 - オレンジ色の発色は体全体よりも黒色部に隣接した部位に線状に現れる。エスペイ同様、この種もヘテロモルファの亜種として扱う人もいる。
Trigonostigma somphongsi
学名：Trigonostigma somphongsi。
学名 Rasbora somphongsiとも。タイ原産で、最大 2.5cm。

### ボララス属
ボララス属 (Boraras) は、1993年に記載された新属で、5種が含まれる。成長しても体長が1 - 3 cm 前後の小型種が多く、コイ科で最も体長の小さいグループである。ボララス (Boraras) の名前は、ラスボラ (Rasbora) をひっくり返してつくられた。
ボララス・マクラートゥス（マキュラトゥス）
学名：Boraras maculatus、英名：Dwarf rasbora、Pygmy rasbora、Spotted rasbora。
別名 ラスボラ・マクラータ（マキュラータ、マクラタ） （学名:Rasbora maculata）。1.5 - 2.5 cm 程度の種類。マレー半島からスマトラ島にかけて生息する。全身が赤く発色する。黒い斑点が、数箇所（側面中央部、尻ビレ付近、背ビレ前縁、尾ビレの根元など）に出る。かつてはラスボラ・カロクロマの幼魚と考えられていた時代もある。学名は、属名が女性名詞の Rasbora から男性名詞の Boraras に変わったのに伴い、種小名も語尾が女性形 maculata から男性形 maculatus に変えられた。
ボララス・ウロフタルモイデス
学名：Boraras urophthalmoides、英名： Least rasbora、Exclamation-point rasbora。
または、ラスボラ・ウロフタルモイデス、ボララス・ウロフタルマ、Boraras urophthalma。2 - 4 cm。マクラートゥス同様全身が赤く発色する。黒色斑のパターンはマクラートゥスに似るが、側面の中央部のものが大きく発達し、前後方向に伸びる線状になる。かつてはウロフタルモイデスとウロフタルマは別種として記載されていたが、のち同一種とされた。
ボララス・ブリギッタエ（ブリジッタエ）Boraras brigittae、英名：Mosquito rasbora。
ラスボラ・ウロフタルマの亜種 Rasbora urophthalma brigittae であったが、ボララス属の記載と同時に、別種とされた。体長はウロフラルモイデスと同程度。ボルネオ島南部に生息する。
ボララス・メラー
学名：Boraras merah。
別名 ラスボラ・メラー（学名: Rasbora merah）。体長 2 cm 程度。ボルネオ島南部に生息。黒色斑がマクラートゥスに似る。
ボララス・ミクロス
学名：Boraras micros。
ボララス属の登録とともに1993年に記載された新種であり、ラスボラ・ミクロスとは呼ばれない。体長は 1.5 cm 未満。黒色斑はマクラートゥスに似る。

### スンダダニオ属
スンダダニオ属 Sundadanio は、1種からなる属である。
ラスボラ・アクセルロディ
学名：Sundadanio axelrodi、英名：Axelrod's Rasbora。
体長 2 - 2.5 cm。ボルネオ島、スマトラ島などに分布。ブルータイプは頭部から体の前半部、腹側は赤色に発色し、背中側は、ブルーグリーンに輝く。レッドタイプは背中側がグリーンになり、体側には赤いラインが入る。ボルネオ産では背中の青色が特に発達し、スマトラ産では体の前半部の赤色が特に発達する。なお単にアクセルロディと呼ばれることも多いが、ドイツの熱帯魚研究家であるハーバート・リチャード・アクセルロッド氏に由来する名であるため、本種以外にもアクセルロディという学名を持つ魚は多数いる。

### ラスボラ属
Boraras、Trigonostigma、Sundadanioの分離後の新ラスボラ属 Rasbora。日本で熱帯魚として一般的な種だけでも10種以上ある。
金線ラスボラ
学名：Rasbora borapetensis、英名：Blackline rasbora。
別名 レッドテール・ラスボラ。タイ、マレーシアの原産で、メコン川流域 - マレー半島にかけて分布する。体長 4 - 5 cm 程。胸ビレから尾ビレにかけて、太い黒線が通り、それに沿ってきれいな黄色（金色）の線が発色する。尾ビレの付け根は赤く発色する。流通量が多い代表種。
ラスボラ・ルブロドーサリス
学名：Rasbora rubrodorsalis、英名：。
体長 3 cm。メコン川、チャオプラヤー川流域。体の横に黒線があり、それに沿って黄色 - 赤色の不明瞭な帯があるところが金線ラスボラに似る。背ビレ、尾ビレの根元は赤く発色する。
アイスポット・ラスボラ
学名：Rasbora dorsiocellata、英名：Eyespot rasbora。
別名 ブルーアイ・ラスボラ。体長 6 cm 程度まで。マレー半島からインドネシアに分布。体の赤色の発色は非常に悪いが、目に青い光がある種類。ブルーアイ・ラスボラは、目の青色が特に濃い亜種 Rasbora dorsiocellata macrophthalmaを呼ぶときの名称にも用いられる。本来のブルーアイ・ラスボラは全長3cmまでしか成長せず、また体の後半に赤みがあるのが特徴。
レッドライン・ラスボラ
学名：Rasbora pauciperforata、英名：Redstripe rasbora。
体長 7 cm 程度まで。タイ、カンボジア、マレーシア、インドネシアに分布。口から尾ビレまで体の横にオレンジ色 - 赤色の太い線があらわれる。ヒレが長い。本種の名前で流通する、線の色が金色になる近似種も存在する。
シザーステール・ラスボラ
学名：Rasbora trilineata、英名：Three-lined rasbora、Scissortail rasbora。
体長は 13 cm まで。メコン川流域 - マレー半島、ボルネオ島、スマトラ島。世界中に流通量が多い。英名の通り、3本の黒い線がある。背ビレから尾ビレにかけて背中に1本、体の側面には頭部から尾ビレに続く薄い線が1本（1対）、尻ビレの左右からはじまった1対の線は尻ビレの後で左右が合わさり尾ビレの根元まで続く。尾ビレの上端と下端が黒くなることが多い。尾ビレの根元など、赤色の発色はほぼない。
ラスボラ・スピロセルカ（スピロセリカ）
学名：Rasbora spilocerca、英名：Dwarf scissortail rasbora。
体長 2.5 cm 程度の小型種。メコン川流域に分布。背ビレ、尾ビレの上部と下部、尾ビレの付け根に黒斑があり、一見シザーステール・ラスボラに似る。
ラスボラ・カロクロマ
学名：Rasbora kalochroma、英名：Clown rasbora、Bigspot rasbora。
体長は 10 cm ほど。マレー半島、ボルネオ島、スマトラ島に分布。胸ビレの後方と尻ビレの上に黒い斑紋がある。体色は赤みがかる。
ラスボラ・アイントベニー（アインソベニー）
学名：Rasbora einthovenii、英名：Brilliant rasbora。
体長 5 - 9 cm 程。分布はマレー半島、インドネシア。体の横には頭部から尾ビレまで続く太い黒線がある。これがブルーブラックの輝きを持つ。
ラスボラ・アギリス
学名：Rasbora agilis、英名：。
体長 5 cm。マレー半島、ボルネオ島。体の横に、薄い黒線と明るい黄色の線が走る。似た種類に黄色の線が欠如するRasbora taeniataが存在する。
ラスボラ・エレガンス
学名：Rasbora elegans、英名：Twospot rasbora。
体長 13 - 20 cm まで成長する大型のラスボラ類。マレー半島、ボルネオ島、スマトラ島。側面中央部と尾ビレの根元に大きな黒斑がある。
ラスボラ・ダニコニウス
学名：Rasbora daniconius、英名：Slender rasbora。
体長 15 cm まで。タイからインド東部にかけて分布。頭部から尾ビレの根元まで黒線が走る。
ラスボラ・バンカネンシス
学名：Rasbora bankanensis、英名：。
体長 4 cm。マレー半島、インドネシアに分布する。光沢のある体と黒く縁取られた鱗、尻びれの黒いスポットが特徴。将来、複数の種に分離される可能性が指摘されている。
ラスボラ・ブリタニ
学名：Rasbora brittani、英名：Brittan's rasbora。
体長 5 cm。マレー半島、インドネシアに分布。

### ミクロラスボラ属
学名の通り小型の種類が多い属で、ミャンマーに生息する種類が多い。1999年に2種の新種が記載された。ミクロラスボラ・クボタイ (Microrasbora kubotai) 、ミクロラスボラ・ナナ (Microrasbora nana)である。従来はダニオ・エリスロミクロンもミクロラスボラ属に分類されていた。
ミクロラスボラ・ルベスケンス
学名：Microrasbora rubescens
体長 3cm。ミャンマーのインレー湖に生息。学名は「バラ色の」という意味で、ピンクラスボラとも呼ばれる。近年になって存在が確認された背部に緑色の発色のある個体群が、カラシンの仲間のカージナルテトラになぞらえて「アジアンカージナルラスボラ」と呼ばれる。
ミクロラスボラ・クボタイ
学名：Microrasbora kubotai。
体長 3cm。観賞魚としてはミクロラスボラ・ブルーネオンの名前で呼ばれることが多い。
ミクロラスボラ・ガテシィ
学名：Microrasbora gatesi。
体長 3cm。ミクロラスボラ・クボタイに似た印象の種。ミクロラスボラ・パープルネオンとも。
ミクロラスボラ・ナナ
学名：Microrasbora nana
体長 2cm未満。非常に小型の種類で、背びれに黒い斑が入る。

## 参考
- Froese, R. and Pauly, D., Ed (2004): FishBase - 魚類の記載情報